# Jiří Tlustý
Jiří Tlustý, född 16 mars 1988 i Slaný i Tjeckoslovakien, är en tjeckisk professionell ishockeyspelare som spelar för New Jersey Devils i National Hockey League (NHL). Han har tidigare spelat på NHL-nivå för Toronto Maple Leafs, Carolina Hurricanes och Winnipeg Jets och på lägre nivåer för Toronto Marlies, Albany River Rats och Charlotte Checkers i American Hockey League (AHL), HC Kladno i Extraliga och Sault Ste. Marie Greyhounds i Ontario Hockey League (OHL).
Tlustý draftades i första rundan i 2006 års draft av Toronto Maple Leafs som 13:e spelare totalt.
Den 25 februari 2015 skickade Hurricanes iväg Tlustý till Jets i utbyte mot ett tredje draftval i 2016 års draft och ett villkorat draftval i antingen femte eller sjätte rundan i 2015 års draft. Draftvalet bestäms efter hur Jets presterar under säsongen 2014-2015, tar de sig till Stanley Cup-slutspel då är det ett femte draftval medan om Jets missar att kvalificera sig då är det ett sjätte draftval.

## Statistik
| 2005–2006        | HC Kladno                   | Extraliga        | 44  | 7  | 3  | 10  | 51  | —  | — | —  | —  | —  |
| 2006–2007        | Sault Ste. Marie Greyhounds | OHL              | 37  | 13 | 21 | 34  | 28  | 13 | 9 | 8  | 17 | 14 |
|                  | Toronto Marlies             | AHL              | 6   | 3  | 1  | 4   | 4   | —  | — | —  | —  | —  |
| 2007–2008        | Toronto Maple Leafs         | NHL              | 58  | 10 | 6  | 16  | 14  | —  | — | —  | —  | —  |
|                  | Toronto Marlies             | AHL              | 14  | 7  | 11 | 18  | 8   | 19 | 2 | 8  | 10 | 8  |
| 2008–2009        | Toronto Maple Leafs         | NHL              | 14  | 0  | 4  | 4   | 0   | —  | — | —  | —  | —  |
|                  | Toronto Marlies             | AHL              | 66  | 25 | 41 | 66  | 26  | 6  | 1 | 2  | 3  | 2  |
| 2009–2010        | Toronto Maple Leafs         | NHL              | 2   | 0  | 0  | 0   | 0   | —  | — | —  | —  | —  |
|                  | Toronto Marlies             | AHL              | 19  | 8  | 7  | 15  | 4   | —  | — | —  | —  | —  |
|                  | Carolina Hurricanes         | NHL              | 18  | 1  | 5  | 6   | 6   | —  | — | —  | —  | —  |
|                  | Albany River Rats           | AHL              | 20  | 6  | 9  | 15  | 10  | 5  | 0 | 1  | 1  | 0  |
| 2010–2011        | Carolina Hurricanes         | NHL              | 57  | 6  | 6  | 12  | 14  | —  | — | —  | —  | —  |
|                  | Charlotte Checkers          | AHL              | 5   | 1  | 1  | 2   | 4   | —  | — | —  | —  | —  |
| 2011–2012        | Carolina Hurricanes         | NHL              | 79  | 17 | 19 | 36  | 26  | —  | — | —  | —  | —  |
| 2012–2013        | Carolina Hurricanes         | NHL              | 48  | 23 | 15 | 38  | 18  | —  | — | —  | —  | —  |
|                  | HC Kladno                   | Extraliga        | 24  | 12 | 11 | 23  | 12  | —  | — | —  | —  | —  |
| 2013–2014        | Carolina Hurricanes         | NHL              | 68  | 16 | 14 | 30  | 22  | —  | — | —  | —  | —  |
| 2014–2015        | Carolina Hurricanes         | NHL              | 52  | 13 | 10 | 23  | 16  | —  | — | —  | —  | —  |
|                  | Winnipeg Jets               | NHL              | 20  | 1  | 7  | 8   | 4   | 4  | 0 | 0  | 0  | 0  |
| NHL totalt       | NHL totalt                  | NHL totalt       | 416 | 87 | 86 | 173 | 120 | 4  | 0 | 0  | 0  | 0  |
| AHL totalt       | AHL totalt                  | AHL totalt       | 130 | 50 | 70 | 120 | 56  | 30 | 3 | 11 | 14 | 10 |
| Extraliga totalt | Extraliga totalt            | Extraliga totalt | 68  | 19 | 14 | 33  | 63  | —  | — | —  | —  | —  |
| OHL totalt       | OHL totalt                  | OHL totalt       | 37  | 13 | 21 | 34  | 28  | 13 | 9 | 8  | 17 | 14 |